# أمير أباد (دشتابي الغربي)
أمیر أباد (بالفارسية: امیرآباد) هي مستوطنة تقع في إيران في قسم دشتابي الغربي الريفي.